# В'єра-Іст (Флорида)
В'єра-Іст (англ. Viera East) — переписна місцевість (CDP) в США, в окрузі Бревард штату Флорида. Населення — 11 687 осіб (2020).

## Географія
В'єра-Іст розташована за координатами 28°15′44″ пн. ш. 80°42′52″ зх. д. / 28.26222° пн. ш. 80.71444° зх. д. (28.262336, -80.714487).  За даними Бюро перепису населення США в 2010 році переписна місцевість мала площу 13,17 км², з яких 13,13 км² — суходіл та 0,04 км² — водойми.

## Демографія
Згідно з переписом 2010 року, у переписній місцевості мешкало 10 757 осіб у 4586 домогосподарствах у складі 3228 родин. Густота населення становила 816 осіб/км².  Було 4990 помешкань (379/км²).
Расовий склад населення:
| - 87,9 % — білих - 4,8 % — чорних або афроамериканців - 3,3 % — азіатів - 0,2 % — корінних американців - 1,1 % — осіб інших рас |

До двох чи більше рас належало 2,7 %. Частка іспаномовних становила 7,9 % від усіх жителів.
За віковим діапазоном населення розподілялося таким чином: 20,3 % — особи молодші 18 років, 50,1 % — особи у віці 18—64 років, 29,6 % — особи у віці 65 років та старші. Медіана віку мешканця становила 48,2 року. На 100 осіб жіночої статі у переписній місцевості припадало 90,7 чоловіків;  на 100 жінок у віці від 18 років та старших — 88,7 чоловіків також старших 18 років.
Середній дохід на одне домашнє господарство  становив 80 231 долар США (медіана — 65 400), а середній дохід на одну сім'ю — 95 384 долари (медіана — 80 790). Медіана доходів становила 61 966 доларів для чоловіків та 41 519 доларів для жінок. За межею бідності перебувало 6,2 % осіб, у тому числі 3,7 % дітей у віці до 18 років та 2,7 % осіб у віці 65 років та старших.
Цивільне працевлаштоване населення становило 4273 особи. Основні галузі зайнятості: освіта, охорона здоров'я та соціальна допомога — 21,2 %, науковці, спеціалісти, менеджери — 13,7 %, мистецтво, розваги та відпочинок — 10,6 %, виробництво — 10,4 %.